# Torontálgyülvész község
Torontálgyülvész község (románul: Comuna Giulvăz) község Temes megyében, Romániában. Központja Torontálgyülvész, beosztott falvai Belsőmajor, Ivánd, Rudna.

## Népessége
A 2011-es népszámlálás adatai alapján a község népessége 3075 fő volt.